# 胶原性纤维瘤
胶原性纤维瘤（collagenous fibroma），又称促纤维增生性成纤维细胞瘤（desmoplastic fibroblastoma），是一种由大量胶原纤维和少量散在的梭形或星形成纤维细胞构成的生长缓慢、位置较深的良性纤维瘤，通常位于四肢、肢带或头颈部区域的深层皮下组织、筋膜、腱膜或骨骼肌中。:605